# Ska argentea
Ska argentea är en insektsart som beskrevs av Irena Dworakowska 1976. Ska argentea ingår i släktet Ska och familjen dvärgstritar. Inga underarter finns listade i Catalogue of Life.